# 小諸高原バスストップ
小諸高原バスストップ（こもろこうげんバスストップ）は、長野県小諸市大字加増の上信越自動車道上にある高速バス停留所。県道80号と上信越自動車道が交差する付近にある。無料駐車場が併設されている。

## 停車する路線
- 池袋 - 上田線 （千曲三線）
佐久BS - 小諸高原BS - 東部湯の丸BS
- 立川 - 上田線 （立川線）
佐久インター南 - 小諸高原BS - 東部湯の丸BS

## アクセス
- 小諸市コミュニティバス「小諸すみれ号」

　　・天池線　　石峠口バス停    ・南ヶ原線　石峠下バス停

## 周辺
- 長野県小諸高等学校 - 南西へ約0.6km